# Minneota
Minneota ist eine Stadt im Lyon County in Minnesota, Vereinigte Staaten. Das U.S. Census Bureau hat bei der Volkszählung 2020 eine Einwohnerzahl von 1.366 ermittelt.

## Geographie
Nach den Angaben des United States Census Bureaus hat die Stadt eine Fläche von 3,8 km², die vollständig auf Land entfallen. Der südliche Arm des Yellow Medicine River durchfließt das Stadtgebiet.

## Demographie
Zum Zeitpunkt des United States Census 2000 bewohnten Minneota 1449 Personen. Die Bevölkerungsdichte betrug 385,8 Personen pro km². Es gab 614 Wohneinheiten, durchschnittlich 163,5 pro km². Die Bevölkerung Minneotas bestand zu 97,72 % aus Weißen, 0,14 % Schwarzen oder African American, 0,14 % Asian, 1,31 % gaben an, anderen Rassen anzugehören und 0,69 % nannten zwei oder mehr Rassen. 3,52 % der Bevölkerung erklärten, Hispanos oder Latinos jeglicher Rasse zu sein.
Die Bewohner Minneotas verteilten sich auf 590 Haushalte, von denen in 30,7 % Kinder unter 18 Jahren lebten. 55,6 % der Haushalte stellten Verheiratete, 7,6 % hatten einen weiblichen Haushaltsvorstand ohne Ehemann und 33,9 % bildeten keine Familien. 31,5 % der Haushalte bestanden aus Einzelpersonen und in 18,0 % aller Haushalte lebte jemand im Alter von 65 Jahren oder mehr alleine. Die durchschnittliche Haushaltsgröße betrug 2,32 und die durchschnittliche Familiengröße 2,91 Personen.
Die Bevölkerung verteilte sich auf 24,0 % Minderjährige, 7,2 % 18–24-Jährige, 24,4 % 25–44-Jährige, 19,3 % 45–64-Jährige und 25,1 % im Alter von 65 Jahren oder mehr. Das Durchschnittsalter betrug 41 Jahre. Auf jeweils 100 Frauen entfielen 88,4 Männer. Bei den über 18-Jährigen entfielen auf 100 Frauen 84,7 Männer.
Das mittlere Haushaltseinkommen in Minneota betrug 36.375 US-Dollar und das mittlere Familieneinkommen erreichte die Höhe von 46.023 US-Dollar. Das Durchschnittseinkommen der Männer betrug 30.000 US-Dollar, gegenüber 21.518 US-Dollar bei den Frauen. Das Pro-Kopf-Einkommen belief sich auf 17.390 US-Dollar. 8,3 % der Bevölkerung und 6,3 % der Familien hatten ein Einkommen unterhalb der Armutsgrenze, davon waren 9,7 % der Minderjährigen und 7,6 % der Altersgruppe 65 Jahre und mehr betroffen.